# Arisba

Mapa de la Tróade con la ubicación de Arisba.

Arisba fue una ciudad de la Tróade mencionada por Homero en el catálogo de los troyanos de la Ilíada, situada entre Percote y Abidos, a la orilla del río Seleente. 
Fue una colonia de Mileto o de Mitilene fundada según la leyenda por Escamandro y por Ascanio, hijo de Eneas.
El ejército de Alejandro Magno se concentró en Arisba después de pasar el Helesponto.
Los gálatas, cuando pasaron a Asia, ocuparon la ciudad, pero fueron derrotados allí por el rey Prusias I de Bitinia en el 216 a. C.
Se han encontrado monedas de la ciudad de tiempos de Trajano.